# باريشانو
باريشانو (بالإيطالية: Barisciano)‏ هي بلدية في مقاطعة لاكويلا في إقليم أبروتسو الإيطالي.

## السكان
في سنة 1861 بلغ عدد السكان 3٬503 نسمة، وتطور العدد ليصل في سنة 2011 لـ 1٬853 نسمة.
يظهر هذا المخطط البياني تطور النمو السكاني لـ باريشانو